# نقص تنسج العصب البصري
نقص تنسج العصب البصري (بالإنجليزية: Optic nerve hypoplasia)‏ هو حالة طبية تبرز من نقص نمو العصب البصري.